# 圣文生修院 (梅斯)
圣文生修院（Abbaye Saint-Vincent）是一座罗马天主教修道院，位于法国大東部大區摩泽尔省梅斯，建于10-18世纪。

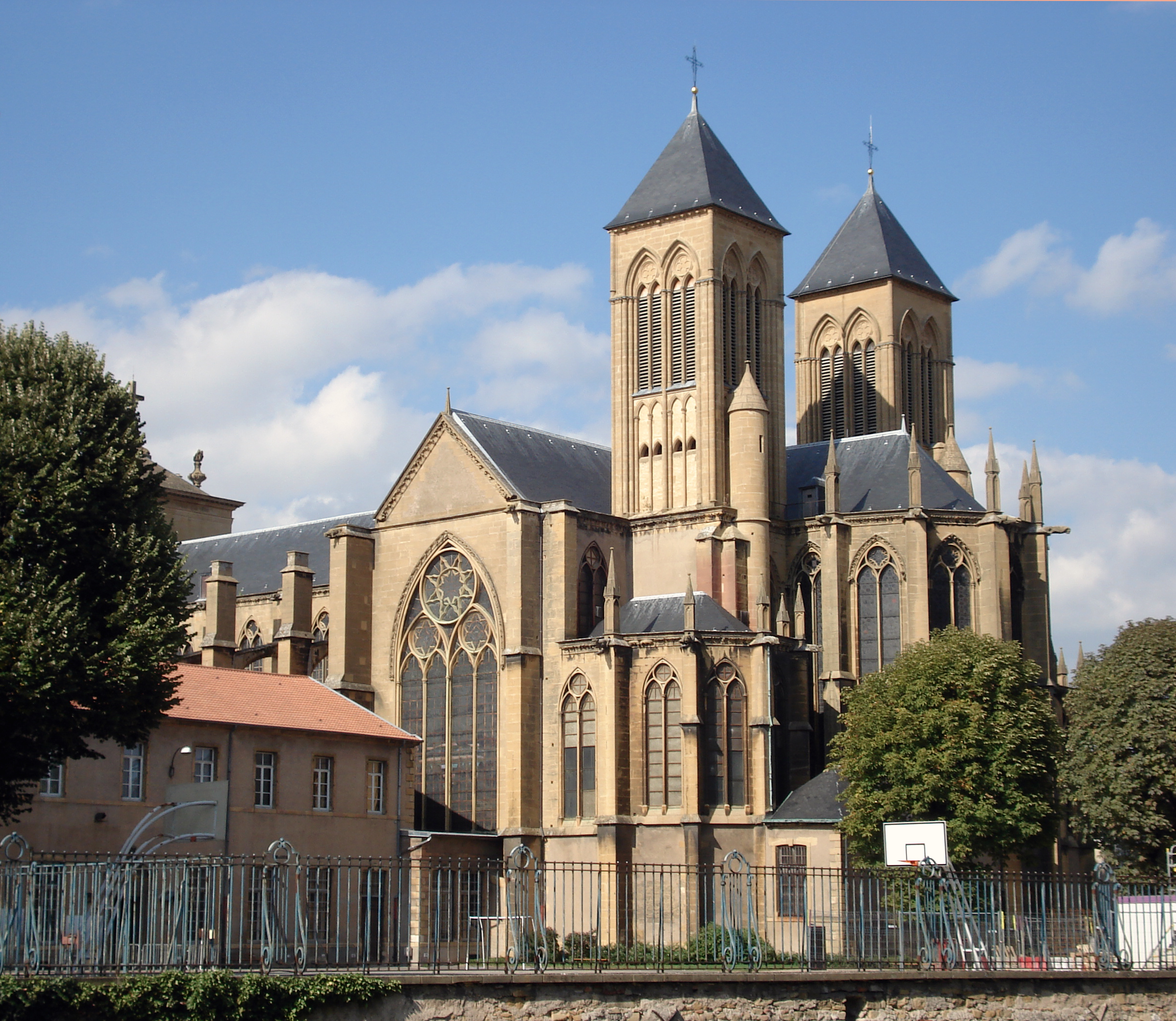

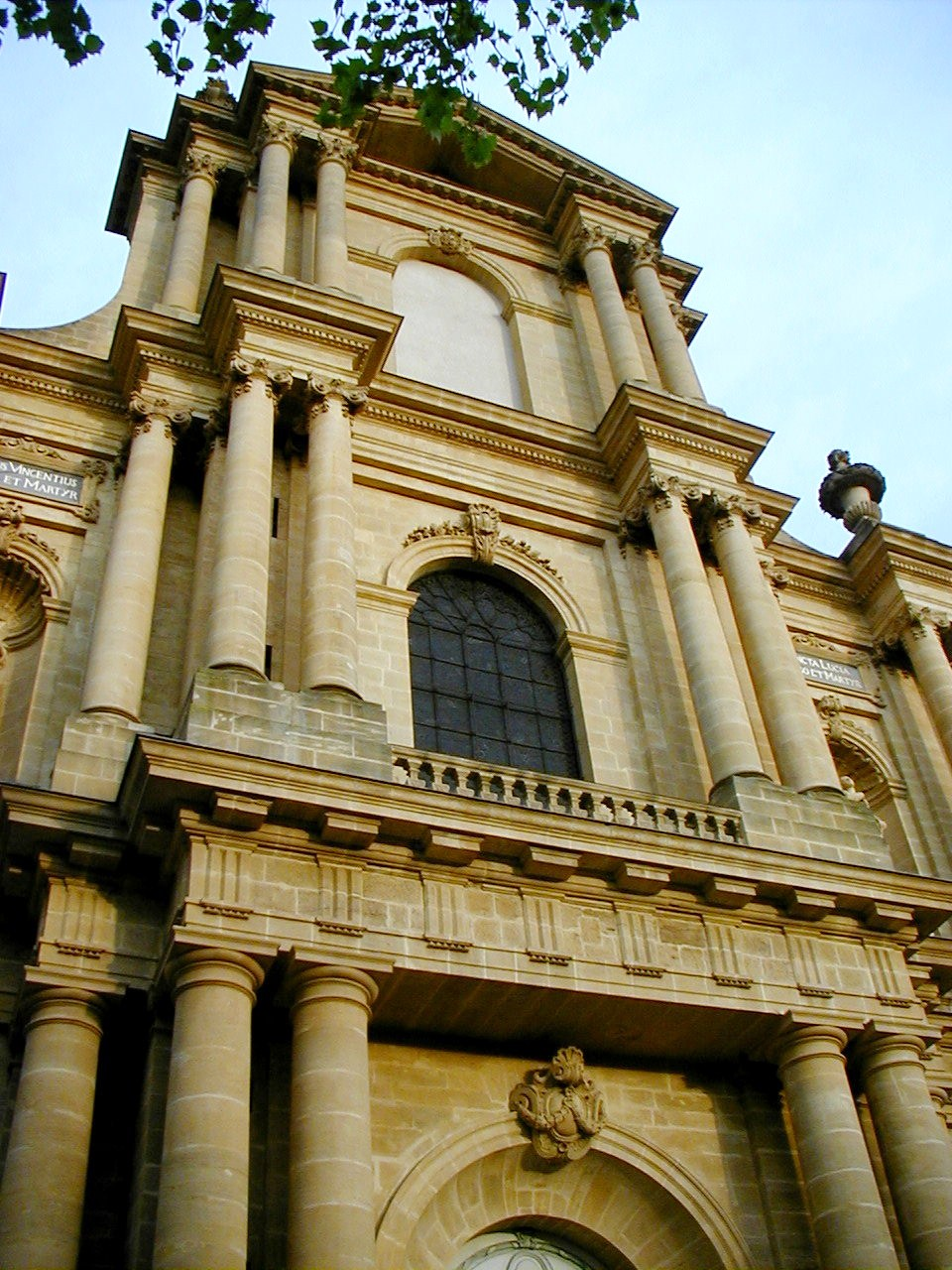

1790年大革命期间修道院关闭，1802年恢复。1900年增加了宏伟的古典主义立面。1930年列为法国历史古迹。
1933年，庇护十一世将教堂升格为宗座圣殿。